# Ford Cosworth CR
Il Ford Cosworth CR è un motore da Formula 1, con architettura V10 da 3,0 litri ad aspirazione naturale, sviluppato e prodotto dalla Cosworth in collaborazione con Ford e utilizzato tra il 1999 e il 2005. I motori sono stati impiegati da svariate scuderie tra cui Stewart, Jaguar, Arrows, Jordan e Minardi.

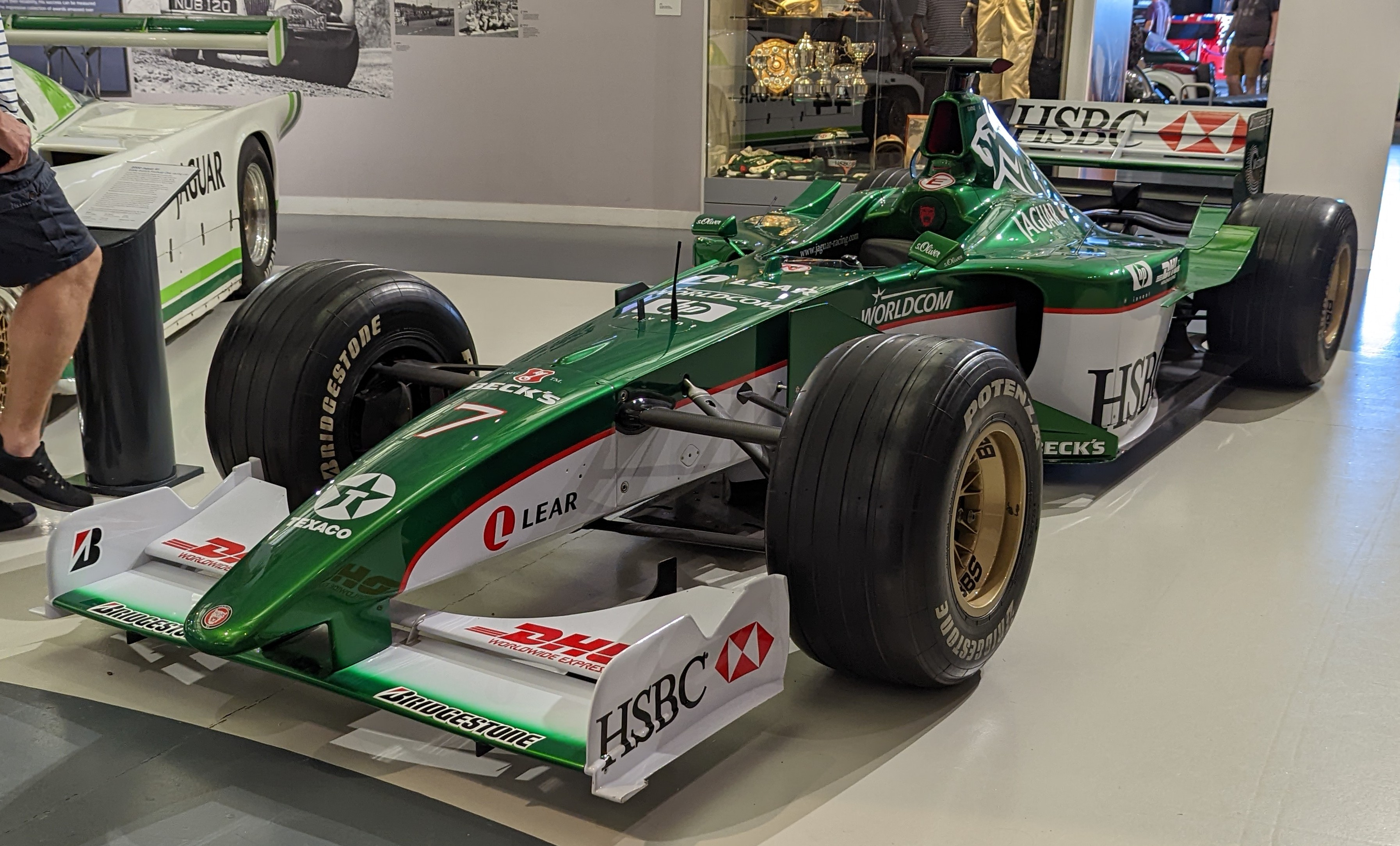
Jaguar R1 con motore Ford Cosworth CR

## Storia e contesto
Il CR, che è andato a sostituire i precedenti Cosworth JD/VJ, è stato progettato da un foglio bianco con una cilindrata di 2998 cc ed è stato introdotto per la prima volta dal team Stewart Grand Prix in alcune sessioni di test nel 1998. Negli anni successivi Ford, che aveva aumentato il suo coinvolgimento nella Formula 1 con il team Stewart e successivamente con l'acquisto dello stesso team ribattezzandolo Jaguar Racing nel 2000, continuò lo sviluppo e il miglioramento del motore. Quando la Jaguar si è ritirata dalla F1 alla fine del 2004, la Ford ne ha cessato lo sviluppo, ma il nuovo team ribattezzato Red Bull Racing ha continuato ad utilizzare i motori Cosworth V10 fino al passaggio al Ferrari V8 nel 2006. Anche la Minardi ha continuato ad utilizzare i motori Cosworth CR fino al 2005.